# Вакка, Клаудио
Клаудио Вакка (исп. Claudio Vacca) (24 октября 1915 — 28 января 1985) — аргентинский футболист, вратарь. Большую часть карьеры посвятил команде «Бока Хуниорс». Чемпион Южной Америки 1946 года.

## Клубная карьера
Клаудио Вакка начал свою карьеру в «Уракане», но там надолго не задержался. Он отправился в «Боку Хуниорс» когда оттуда ушёл Хуан Юстрич, который был продан в «Химнасию и Эсгриму» из-за юридического конфликта с руководителями клуба. Вакка был приобретён «Бокой» вместе с другим вратарём, Хуаном Эстрадой, который стал игроком основного состава, оставив Вакку в роли своего дублёра.
В 1943 году, после неудачной игры Эстрады, тренер доверил Вакке сыграть в стартовом составе. И он этот шанс не упустил, став основным вратарём «генуэзцев» вплоть до своего ухода из клуба. С «Бокой» он дважды становился чемпионом Аргентины.
Завершил карьеру Клаудио в уругвайском «Дефенсорее». Позднее он вошёл в тренерский штаб этого клуба, а в 1959 году был назначен главным тренером команды.

## Международная карьера
Вакка провёл за сборную Аргентины семь матчей, пропустив 12 голов. Дебютировал в национальной сборной 16 декабря 1945 года против Бразилии (4:3).

## Тренерская карьера
Тренерскую карьеру начал в 1954 году в своём последнем клубе — «Дефенсоре». Главным тренером команды стал в 1959 году.

## Достижения

### Клубные
Бока Хуниорс
- Чемпион Аргентины (2): 1943, 1944
- Обладатель Кубка Содружества Экскобара-Хероны (1): 1946
- Обладатель Кубка Карлоса Ибаргурена (2): 1940, 1944
- Обладатель Copa de Competencia Británica (1): 1946

### Сборные
«Аргентина»
- Чемпион Южной Америки(1): 1946